# قرقفتي
قرقفتي إحدى قرى محافظة طرطوس، وهي قرية جبلية ساحلية. ترتفع 100 متر عن سطح البحر وتبتعد عن مدينة طرطوس حوالي 27 كيلومتر.